# クンダイ・ベニュ
クンダイ・リロイ・ジェレマイア・ベニュ（英語: Kundai Leroy Jeremiah Benyu, 1997年12月12日 - ）は、イングランド出身のプロサッカー選手。ジンバブエ代表。ÍBヴェストマンナエイヤ所属。ポジションはミッドフィールダー。

## 経歴

### 幼少期
ジンバブエ人の両親のもとロンドンのカムデン・タウンに生まれ、エセックスのハーロウで育った。

### クラブ
9歳のときにイプスウィッチ・タウンの下部組織に入団し、17歳で初めてプロ契約を交わした。
2016年12月7日、1か月の契約でオールダーショット・タウンに期限つき移籍。その後、移籍期間が何度か延長され、2016-17シーズンをナショナルリーグで終えた。
2017年6月29日、4年契約でセルティックに移籍することが発表された。クラブOBのアダム・ヴァーゴはベニュについて「シュンスケ・ナカムラを思い起こさせる」と期待を寄せた。プレシーズンマッチのイースト・キルブライド戦にリザーヴチームのメンバーとして初出場し、ゴールを挙げた。セルティック・パークでのUEFAチャンピオンズリーグ 2017-18 予選・リンフィールド戦でトップチーム初出場、試合も4-0で勝利した。
2018年1月6日、2017-18シーズン終了までの期限つき移籍でオールダム・アスレティックに加入。2018年1月13日、ホームでのロザラム・ユナイテッド戦で移籍後初出場。74分までプレイし、途中交代でベンチに退いた。
2019年2月、スウェーデンのヘルシンボリに期限つき移籍。
2020年10月2日、ウィールドストーンと契約を交わした。リーグ戦12試合に出場したが、2021年2月19日、双方合意のもとで退団した。
2月24日、アイスランドのヴェストリへの加入が発表された。2022年5月には、ウルヴァルステイルトのÍBVに移籍した。

### 代表
オールダーショット・タウンでのパフォーマンスが国際的に評価され、アフリカネイションズカップ2019予選のリベリア戦でジンバブエ代表に召集された。
2017年11月8日、マセルで行われたレソトとの親善試合で代表デビュー。

## 個人成績
| 国内大会個人成績 | 国内大会個人成績           | 国内大会個人成績 | 国内大会個人成績     | 国内大会個人成績 | 国内大会個人成績 | 国内大会個人成績 | 国内大会個人成績 | 国内大会個人成績 | 国内大会個人成績 | 国内大会個人成績 | 国内大会個人成績 |
| 年度             | クラブ                     | 背番号           | リーグ               | リーグ戦         | リーグ戦         | リーグ杯         | リーグ杯         | オープン杯       | オープン杯       | 期間通算         | 期間通算         |
| 年度             | クラブ                     | 背番号           | リーグ               | 出場             | 得点             | 出場             | 得点             | 出場             | 得点             | 出場             | 得点             |
| イングランド     | イングランド               | イングランド     | イングランド         | リーグ戦         | リーグ戦         | FLカップ         | FLカップ         | FAカップ         | FAカップ         | 期間通算         | 期間通算         |
| ---------------- | -------------------------- | ---------------- | -------------------- | ---------------- | ---------------- | ---------------- | ---------------- | ---------------- | ---------------- | ---------------- | ---------------- |
| 2014-15          | イプスウィッチ・タウン     |                  | チャンピオンシップ   | 0                | 0                | 0                | 0                | 0                | 0                | 0                | 0                |
| 2015-16          | イプスウィッチ・タウン     |                  | チャンピオンシップ   | 0                | 0                | 0                | 0                | 0                | 0                | 0                | 0                |
| 2016-17          | イプスウィッチ・タウン     |                  | チャンピオンシップ   | 0                | 0                | 0                | 0                | 0                | 0                | 0                | 0                |
| 2016-17          | オールダーショット・タウン |                  | ナショナル           | 22               | 5                | -                | -                | 0                | 0                | 22               | 5                |
| スコットランド   | スコットランド             | スコットランド   | スコットランド       | リーグ戦         | リーグ戦         | S・リーグ杯      | S・リーグ杯      | スコティッシュ杯 | スコティッシュ杯 | 期間通算         | 期間通算         |
| 2017-18          | セルティック               |                  | S・プレミア          | 1                | 0                | 1                | 0                | 0                | 0                | 2                | 0                |
| イングランド     | イングランド               | イングランド     | イングランド         | リーグ戦         | リーグ戦         | FLカップ         | FLカップ         | FAカップ         | FAカップ         | 期間通算         | 期間通算         |
| 2017-18          | オールダム・アスレティック |                  | リーグ1              | 4                | 0                | 0                | 0                | 0                | 0                | 4                | 0                |
| スコットランド   | スコットランド             | スコットランド   | スコットランド       | リーグ戦         | リーグ戦         | S・リーグ杯      | S・リーグ杯      | スコティッシュ杯 | スコティッシュ杯 | 期間通算         | 期間通算         |
| 2018-19          | セルティック               |                  | S・プレミア          | 0                | 0                | 0                | 0                | 0                | 0                | 0                | 0                |
| スウェーデン     | スウェーデン               | スウェーデン     | スウェーデン         | リーグ戦         | リーグ戦         | リーグ杯         | リーグ杯         | オープン杯       | オープン杯       | 期間通算         | 期間通算         |
| 2019             | ヘルシンボリ               |                  | アルスヴェンスカン   | 10               | 1                | -                | -                | 0                | 0                | 10               | 1                |
| スコットランド   | スコットランド             | スコットランド   | スコットランド       | リーグ戦         | リーグ戦         | S・リーグ杯      | S・リーグ杯      | スコティッシュ杯 | スコティッシュ杯 | 期間通算         | 期間通算         |
| 2019-20          | セルティック               |                  | S・プレミア          | 0                | 0                | 0                | 0                | 0                | 0                | 0                | 0                |
| イングランド     | イングランド               | イングランド     | イングランド         | リーグ戦         | リーグ戦         | FLカップ         | FLカップ         | FAカップ         | FAカップ         | 期間通算         | 期間通算         |
| 2020-21          | ウィールドストーン         |                  | ナショナル           | 12               | 0                | -                | -                | 0                | 0                | 12               | 0                |
| アイスランド     | アイスランド               | アイスランド     | アイスランド         | リーグ戦         | リーグ戦         | リーグ杯         | リーグ杯         | オープン杯       | オープン杯       | 期間通算         | 期間通算         |
| 2021             | ヴェストリ                 |                  | 1.デイルト・カルラ   | 16               | 0                | -                | -                | 1                | 0                | 17               | 0                |
| 2022             | ÍBV                        |                  | ウルヴァルステイルト |                  |                  |                  |                  |                  |                  |                  |                  |
| 通算             | イングランド               | イングランド     | チャンピオンシップ   | 0                | 0                | 0                | 0                | 0                | 0                | 0                | 0                |
| 通算             | イングランド               | イングランド     | ナショナル           | 34               | 5                | -                | -                | 0                | 0                | 34               | 5                |
| 通算             | イングランド               | イングランド     | リーグ1              | 4                | 0                | 0                | 0                | 0                | 0                | 4                | 0                |
| 通算             | スコットランド             | スコットランド   | S・プレミア          | 1                | 0                | -                | -                | 1                | 0                | 2                | 0                |
| 通算             | スウェーデン               | スウェーデン     | アルスヴェンスカン   | 10               | 1                | -                | -                | 0                | 0                | 10               | 1                |
| 通算             | アイスランド               | アイスランド     | 1.デイルト・カルラ   | 16               | 0                | -                | -                | 1                | 0                | 17               | 0                |
| 通算             | アイスランド               | アイスランド     | ウルヴァルステイルト |                  |                  |                  |                  |                  |                  |                  |                  |
| 総通算           | 総通算                     | 総通算           | 総通算               | 65               | 6                | 0                | 0                | 2                | 0                | 67               | 6                |